# 澤武博之
澤武 博之（さわたけ ひろゆき、1967年4月4日 - ）は、京都放送（KBS京都）のアナウンサー。身長：158ｃｍ　血液型：A型

## 人物・経歴
大阪府藤井寺市出身。 立命館大学産業社会学部卒業。 北日本放送（1991年4月入社、1995年3月退社） を経て、1995年4月に近畿放送（現・京都放送）に入社。1998年、1回目の結婚。同期に梶原誠。母は教員。後妻は北日本放送リポーター。妹がいる。
ラジオでは聞き役と言いながらも局アナには珍しい歯に衣着せぬぶっちゃけたトークや際どい発言は定評があり、時にはメインパーソナリティーの芸人をも凌ぐキャラクターを発揮する。

## 出演

### テレビ
- アクセスKBS
- 京都新聞ニュース
- うまDOKI（実況）[1]
- きょうとSunday
- 京都市会本会議中継
- 京都マラソン中継
- 甲子園を目指して
- 全国ママさんバレーボール大会 京都府予選会（実況）
- 全国高校ラグビー 京都府予選決勝リポーター
- newsフェイス年末特番（リポーター）
- 年越し特別番組

### ラジオ
- アクセスKBS
- 京都新聞ニュース
- 遠藤奈美の週刊シネマMAX（遠藤の産休による代演）[要出典]
- 全国車いす駅伝競走大会
- お客様感謝祭快適生活ラジオショッピング決算大セール
- ま～ぶる！天才ピアニストと澤武のせやけどアレやね

### ラジオCM
- 近未来バーチャルドラマ（ぼうさいつよし役）[要出典]

## 過去の出演番組

### テレビ
- 探偵!ナイトスクープ（朝日放送）
- 探偵!ナイトスクープ アカデミー大賞2006
- カルチャーSHOwQ〜21世紀テレビ検定〜
- 京都!ちゃちゃちゃっ
- KEIBAワンダーランド
- 競馬展望
- 甲子園を目指して
- 甲子園を目指して
- 未来26
- 競馬TODAY
- 競馬展望プラス・関西編
- 京都カウントダウン!ピンチをチャンスに!　やる気!元気!年またぎ!
- Sundayフェイス
- きらきん!（スポーツコーナー）[2]

### ラジオ
- サンクス60思い出のラジオ
- サテスタ リバイバルウィーク 2011音楽わいど ラジオ・ビュー
- いくよ・くるよのはりきりフライデー
- 烏丸アナ小路上ル
- アスリートクラブ
- 山田一雄・競馬展望
- 澤武博之のチャレンジ!競馬
- 満員御礼
- ちょっと猛進?!オールナイトKBS
- 伊舞なおみのみんながメダリスト
- KBS京都スポーツスペシャル 第23回全国車いす駅伝競走大会実況生中継
- 京のまなびや〜学区でつなぐ物語
- 音楽わいど ラジオ・ビュー
- 日本女子プロ野球中継 実況
- 喫茶さわたけ

## 主な競馬実況歴

### GIレース
- 高松宮記念（2007年）
- 桜花賞（2013年、2021年）
- 天皇賞・春（2006年）
- 宝塚記念（1999年、2023年）
- 秋華賞（2005年）
- 菊花賞（1998年、1999年、2002年、2015年）
- エリザベス女王杯（2003年、2004年）
- マイルチャンピオンシップ（1998年、1999年）

### その他
- 京都金杯（2011年、2024年）
- 日経新春杯（2001年）
- 平安ステークス（1999年）
- きさらぎ賞（1999年）
- シルクロードステークス（1998年、1999年）
- チューリップ賞（1998年、2011年、2012年）
- 毎日杯（1999年）
- マイラーズカップ（1998年）
- アンタレスステークス（2005年）
- 京都4歳特別（1999年）
- 京都新聞杯（2002年、2013年）
- 東海ステークス（2000年）
- 鳴尾記念（2019年）
- マーメイドステークス（1998年）
- プロキオンステークス（2000年）
- 北九州記念（2004年）
- 小倉サマージャンプ（2005年）
- 小倉3歳ステークス（1998年）
- 朝日チャレンジカップ（1998年）
- 神戸新聞杯（1998年）
- 京都大賞典（2003年、2023年）
- 京阪杯（2007年）
- シリウスステークス（2004年）
- 阪神牝馬特別（1998年）